# Walk of Game
La Walk of Game era un'attrazione celebrativa negli Stati Uniti per onorare le più grandi icone dei videogiochi. Aveva sede all'interno del Metreon, uno dei maggiori centri commerciali di San Francisco in California.
Le votazioni erano estese ai giocatori di tutto il mondo per il periodo di un mese e venivano effettuate tramite schede cartacee o con l'ausilio di internet. Tuttavia, dopo il 2006 la pratica fu interrotta. Nonostante ciò, determinati giochi e personaggi videoludici votati durante il periodo di attività sono stati premiati con una permanente stella d'acciaio personalizzata dalle dimensioni di 24"x24" nella Walk of Game.
Venivano donati due premi:
- Game/character awards (ai personaggi dei giochi)
- Lifetime achievement awards (ai creatori dei giochi)

L'attrazione trae spunto dalla celebre Walk of Fame, notabile anche dal nome simile.
|                             | 2005                                | 2006                                                 |
| --------------------------- | ----------------------------------- | ---------------------------------------------------- |
| Game/character awards       | - Mario - Link - Sonic the Hedgehog | - Lara Croft - Final Fantasy - EverQuest - StarCraft |
| Lifetime achievement awards | - Shigeru Miyamoto - Nolan Bushnell | - John Carmack - Sid Meier                           |

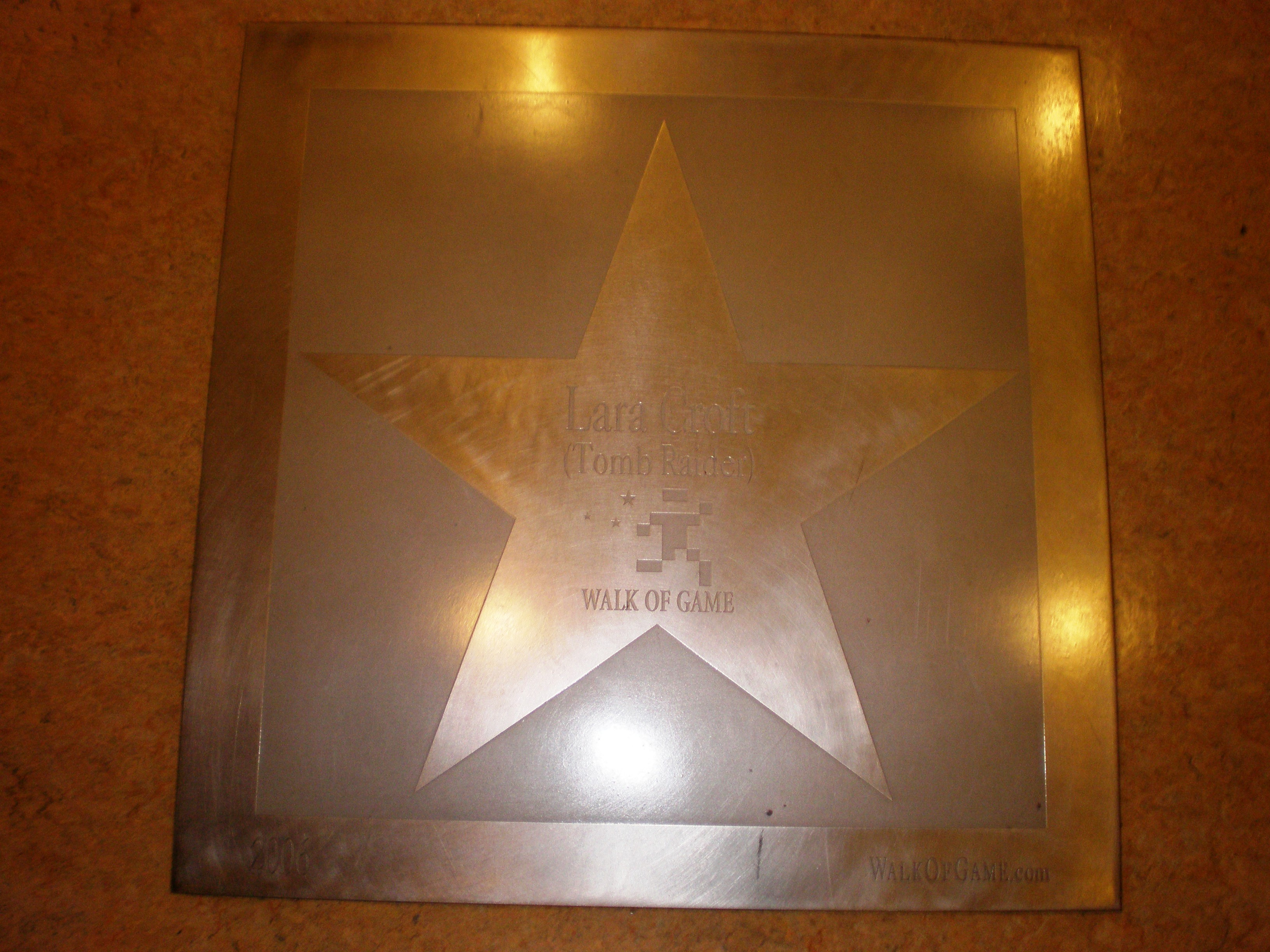
La stella di Lara Croft

Le piastrelle furono in seguito smantellate e attualmente la loro nuova collocazione risulta sconosciuta.